# Премії НАН України імені видатних учених України — лауреати 2010 року
Премії НАН України імені видатних учених України — лауреати 2010 року.
За підсумками конкурсу 2010 р., проведеного відділеннями Національної академії наук України лауреатами премій стали:
| Премія                                             | Премійовані роботи | Лауреати                          | Коротко про лауреата |
| -------------------------------------------------- | --- | --------------------------------- | --- |
| Премія НАН України імені М. Г. Крейна              | за цикл робіт «Проблема моментів і близькі питання, пов'язані зі спектральною теорією операторів» | Березанський Юрій Макарович       | академік НАН України, головний науковий співробітник Інституту математики НАН України                                                                     |
| Премія НАН України імені М. Г. Крейна              | за цикл робіт «Проблема моментів і близькі питання, пов'язані зі спектральною теорією операторів» | Гайнц Лангер                      | професор Віденського технічного університету, член-кореспондент Австрійської академії наук                                                                |
| Премія НАН України імені М. Г. Крейна              | за цикл робіт «Проблема моментів і близькі питання, пов'язані зі спектральною теорією операторів» | Нудельман Адольф Абрамович        | кандидат фізико-математичних наук, доцент Одеської національної академії харчових технологій                                                              |
| Премія НАН України імені О. В. Погорєлова          | за цикл наукових праць «Геометрія підмноговидів і аналітичні методи в теорії підмноговидів» | Борисенко Олександр Андрійович    | член-кореспондент НАН України, завідувач кафедри Харківського національного університету ім. В. Н. Каразіна                                               |
| Премія НАН України імені О. В. Погорєлова          | за цикл наукових праць «Геометрія підмноговидів і аналітичні методи в теорії підмноговидів» | Решетняк Юрій Григорович          | академік РАН |
| Премія НАН України імені О. В. Погорєлова          | за цикл наукових праць «Геометрія підмноговидів і аналітичні методи в теорії підмноговидів» | Діскант Валентин Іванович         | доктор фізико-математичних наук, завідувач кафедри Черкаського державного технологічного університету                                                     |
| Премія НАН України імені М. М. Амосова             | за монографію «Врожденные пороки сердца» | Зіньковський Михайло Францевич    | член-кореспондент НАМН України, завідувач відділення ДУ «Національний інститут серцево-судинної хірургії імені М. М. Амосова НАМН України»                |
| Премія НАН України імені С. О. Лебедєва            | за цикл наукових праць: «Проблеми управління та забезпечення стійкості об'єднаних енергосистем в умовах лібералізації ринку електроенергії»                                                           | Денисюк Сергій Петрович           | доктор технічних наук, провідний науковий співробітник Інституту електродинаміки НАН України                                                              |
| Премія НАН України імені С. О. Лебедєва            | за цикл наукових праць: «Проблеми управління та забезпечення стійкості об'єднаних енергосистем в умовах лібералізації ринку електроенергії»                                                           | Дубовський Сергій Васильович      | доктор технічних наук, завідувач відділу Інституту загальної енергетики НАН України                                                                       |
| Премія НАН України імені С. О. Лебедєва            | за цикл наукових праць: «Проблеми управління та забезпечення стійкості об'єднаних енергосистем в умовах лібералізації ринку електроенергії»                                                           | Павловський Всеволод Віталійович  | кандидат технічних наук, старший науковий співробітник Інституту електродинаміки НАН України                                                              |
| Премія НАН України імені А. О. Дородніцина         | за цикл робіт «Інформаційні технології створення високонадійних та якісних комп'ютерних систем» | Журавльов Юрій Іванович           | академік РАН, заступник директора Обчислювального центру ім. А. О. Дородніцина РАН                                                                        |
| Премія НАН України імені А. О. Дородніцина         | за цикл робіт «Інформаційні технології створення високонадійних та якісних комп'ютерних систем» | Коваленко Ігор Миколайович        | академік НАН України, завідувач відділу Інституту кібернетики ім. В. М. Глушкова НАН України                                                              |
| Премія НАН України імені А. О. Дородніцина         | за цикл робіт «Інформаційні технології створення високонадійних та якісних комп'ютерних систем» | Летичевський Олександр Адольфович | академік НАН України, завідувач відділу Інституту кібернетики ім. В. М. Глушкова НАН України                                                              |
| Премія НАН України імені О. К. Антонова            | за цикл праць «Динамічні процеси в тілах та елементах конструкцій при взаємодії з пружним або рідинним середовищем»                                                                                   | Кубенко Веніамін Дмитрович        | академік НАН України, заступник директора Інституту механіки ім. С. П. Тимошенка НАН України                                                              |
| Премія НАН України імені Г. С. Писаренка           | за комплекс підручників і навчальних посібників з механіки деформівного твердого тіла та механіки матеріалів                                                                                          | Бабенко Андрій Єлісейович         | доктор технічних наук, професор Національного технічного університету України «Київський політехнічний інститут»                                          |
| Премія НАН України імені Г. С. Писаренка           | за комплекс підручників і навчальних посібників з механіки деформівного твердого тіла та механіки матеріалів                                                                                          | Бобир Микола Іванович             | доктор технічних наук, директор механіко-машинобудівного інституту Національного технічного університету України «Київський політехнічний інститут»       |
| Премія НАН України імені Г. С. Писаренка           | за комплекс підручників і навчальних посібників з механіки деформівного твердого тіла та механіки матеріалів                                                                                          | Лебедєв Анатолій Олексійович      | академік НАН України, головний науковий співробітник Інституту проблем міцності ім. Г. С. Писаренка НАН України                                           |
| Премія НАН України імені Б. І. Вєркіна             | за цикл робіт «Ефекти упорядкування та колективні явища у низьковимірних системах електронів над рідким гелієм»                                                                                       | Ковдра Юрій Захарович             | доктор фізико-математичних наук, провідний науковий співробітник Фізико-технічного інституту низьких температур ім. Б. І. Вєркіна НАН України (посмертно) |
| Премія НАН України імені Б. І. Вєркіна             | за цикл робіт «Ефекти упорядкування та колективні явища у низьковимірних системах електронів над рідким гелієм»                                                                                       | Сивокінь Віталій Юхимович         | кандидат фізико-математичних наук, старший науковий співробітник Фізико-технічного інституту низьких температур ім. Б. І. Вєркіна НАН України             |
| Премія НАН України імені Б. І. Вєркіна             | за цикл робіт «Ефекти упорядкування та колективні явища у низьковимірних системах електронів над рідким гелієм»                                                                                       | Соколов Святослав Сергійович      | доктор фізико-математичних наук, провідний науковий співробітник Фізико-технічного інституту низьких температур ім. Б. І. Вєркіна НАН України             |
| Премія НАН України імені С. Я. Брауде              | за цикл робіт «Статистичний аналіз поширення електромагнітних хвиль у випадково-неоднорідних середовищах»                                                                                             | Вакулік Віктор Григорович         | старший науковий співробітник Науково-дослідного інституту астрономії Харківського національного університету ім. В. Н. Каразіна                          |
| Премія НАН України імені С. Я. Брауде              | за цикл робіт «Статистичний аналіз поширення електромагнітних хвиль у випадково-неоднорідних середовищах»                                                                                             | Мінаков Анатолій Олексійович      | доктор фізико-математичних наук, завідувач відділу Радіоастрономічного інституту НАН України                                                              |
| Премія НАН України імені С. Я. Брауде              | за цикл робіт «Статистичний аналіз поширення електромагнітних хвиль у випадково-неоднорідних середовищах»                                                                                             | Тирнов Олег Федорович             | кандидат фізико-математичних наук, завідувач кафедри Харківського національного університету ім. В. Н. Каразіна                                           |
| Премія НАН України імені О. С. Давидова            | за цикл робіт «Колективні ефекти в атомних ядрах» | Коломієць Володимир Михайлович    | член-кореспондент НАН України, завідувач відділу Інституту ядерних досліджень НАН України                                                                 |
| Премія НАН України імені О. С. Давидова            | за цикл робіт «Колективні ефекти в атомних ядрах» | Сименог Іван Васильович           | доктор фізико-математичних наук, завідувач відділу Інституту теоретичної фізики ім. М. М. Боголюбова НАН України                                          |
| Премія НАН України імені О. С. Давидова            | за цикл робіт «Колективні ефекти в атомних ядрах» | Шломо Шалом                       | керівник дослідницької групи Циклотронного інституту при Техаському університеті (США)                                                                    |
| Премія НАН України імені Н. Д. Моргуліса           | за цикл робіт «Генерація та динаміка електронних пучків у плазмі» | Анісімов Ігор Олексійович         | доктор фізико-математичних наук, декан Київського національного університету імені Тараса Шевченка                                                        |
| Премія НАН України імені Н. Д. Моргуліса           | за цикл робіт «Генерація та динаміка електронних пучків у плазмі» | Ільченко Василь Васильович        | доктор фізико-математичних наук, завідувач кафедри Київського національного університету імені Тараса Шевченка                                            |
| Премія НАН України імені Н. Д. Моргуліса           | за цикл робіт «Генерація та динаміка електронних пучків у плазмі» | Федорус Олексій Григорович        | доктор фізико-математичних наук, старший науковий співробітник Інституту фізики НАН України                                                               |
| Премія НАН України імені П. А. Тутковського        | за серію наукових праць, присвячених проблемі взаємодії Землі з космічною речовиною | Гуров Євген Петрович              | доктор геолого-мінералогічних наук, старший науковий співробітник Інституту геологічних наук НАН України                                                  |
| Премія НАН України імені Є. О. Патона              | за цикл праць «Акустико-емісійна діагностика матеріалів і конструкцій» | Назарчук Зіновій Теодорович       | академік НАН України, заступник директора Фізико-механічного інституту ім. Г. В. Карпенка НАН України                                                     |
| Премія НАН України імені Є. О. Патона              | за цикл праць «Акустико-емісійна діагностика матеріалів і конструкцій» | Недосєка Анатолій Якович          | доктор технічних наук, завідувач відділу Інституту електрозварювання ім. Є. О. Патона НАН України                                                         |
| Премія НАН України імені Є. О. Патона              | за цикл праць «Акустико-емісійна діагностика матеріалів і конструкцій» | Скальський Валентин Романович     | доктор технічних наук, завідувач відділу Фізико-механічного інституту ім. Г. В. Карпенка НАН України                                                      |
| Премія НАН України імені Г. В. Карпенка            | за цикл робіт «Створення нового класу композиційних матеріалів триботехнічного призначення з елементами самоорганізації у процесах направленого трибосинтезу для експлуатації в екстремальних умовах» | Косторнов Анатолій Григорович     | академік НАН України, завідувач відділу Інституту проблем матеріалознавства ім. І. М. Францевича НАН України                                              |
| Премія НАН України імені Г. В. Карпенка            | за цикл робіт «Створення нового класу композиційних матеріалів триботехнічного призначення з елементами самоорганізації у процесах направленого трибосинтезу для експлуатації в екстремальних умовах» | Фущич Ольга Іванівна              | кандидат технічних наук, старший науковий співробітник Інституту проблем матеріалознавства ім. І. М. Францевича НАН України                               |
| Премія НАН України імені Г. В. Карпенка            | за цикл робіт «Створення нового класу композиційних матеріалів триботехнічного призначення з елементами самоорганізації у процесах направленого трибосинтезу для експлуатації в екстремальних умовах» | Чевичелова Тетяна Михайлівна      | науковий співробітник Інституту проблем матеріалознавства ім. І. М. Францевича НАН України                                                                |
| Премія НАН України імені Г. Ф. Проскури            | за цикл наукових робіт «Створення науково-практичних основ інтенсифікації фізико-хімічних та гідродинамічних процесів в технологіях видобутку, переробки й споживання вуглеводневих енергоносіїв»     | Кравченко Олег Вікторович         | кандидат технічних наук, заступник директора Інституту проблем машинобудування ім. А. М. Підгорного НАН України                                           |
| Премія НАН України імені Г. Ф. Проскури            | за цикл наукових робіт «Створення науково-практичних основ інтенсифікації фізико-хімічних та гідродинамічних процесів в технологіях видобутку, переробки й споживання вуглеводневих енергоносіїв»     | Суворова Ірина Георгіївна         | доктор технічних наук, провідний науковий співробітник Інституту проблем машинобудування ім. А. М. Підгорного НАН України                                 |
| Премія НАН України імені Г. Ф. Проскури            | за цикл наукових робіт «Створення науково-практичних основ інтенсифікації фізико-хімічних та гідродинамічних процесів в технологіях видобутку, переробки й споживання вуглеводневих енергоносіїв»     | Бастєєв Андрій Володимирович      | доктор фізико-математичних наук, провідний науковий співробітник Інституту проблем машинобудування ім. А. М. Підгорного НАН України                       |
| Премія НАН України імені О. І. Лейпунського        | за цикл робіт «Нейтронна спектроскопія конденсованих середовищ» | Булавін Леонід Анатолійович       | академік НАН України, завідувач кафедри Київського національного університету імені Тараса Шевченка                                                       |
| Премія НАН України імені О. І. Лейпунського        | за цикл робіт «Нейтронна спектроскопія конденсованих середовищ» | Слісенко Василь Іванович          | член-кореспондент НАН України, завідувач відділу Інституту ядерних досліджень НАН України                                                                 |
| Премія НАН України імені О. І. Лейпунського        | за цикл робіт «Нейтронна спектроскопія конденсованих середовищ» | Клепко Валерій Володимирович      | доктор фізико-математичних наук, заступник директора Інституту хімії високомолекулярних сполук НАН України                                                |
| Премія НАН України імені А. І. Кіпріанова          | за цикл наукових праць «Снотворний і анксіолітичний засіб левана (циназепам). Розробка, властивості, впровадження»                                                                                    | Андронаті Сергій Андрійович       | академік НАН України, директор Фізико-хімічного інституту ім. О. В. Богатського НАН України                                                               |
| Премія НАН України імені А. І. Кіпріанова          | за цикл наукових праць «Снотворний і анксіолітичний засіб левана (циназепам). Розробка, властивості, впровадження»                                                                                    | Головенко Микола Якович           | академік НАМН України, завідувач відділу Фізико-хімічного інституту ім. О. В. Богатського НАН України                                                     |
| Премія НАН України імені А. І. Кіпріанова          | за цикл наукових праць «Снотворний і анксіолітичний засіб левана (циназепам). Розробка, властивості, впровадження»                                                                                    | Редер Анатолій Семенович          | кандидат хімічних наук, Генеральний директор Товариства з додатковою відповідальністю «Інтерхім»                                                          |
| Премія НАН України імені О. В. Палладіна           | за цикл наукових праць «Молекулярно-біологічні особливості інтерфероногенезу та створення науково обґрунтованих підходів до використання препаратів інтерферону і їх індукторів при патології»        | Співак Микола Якович              | член-кореспондент НАН України, завідувач відділу Інституту мікробіології і вірусології ім. Д. К. Заболотного НАН України                                  |
| Премія НАН України імені О. В. Палладіна           | за цикл наукових праць «Молекулярно-біологічні особливості інтерфероногенезу та створення науково обґрунтованих підходів до використання препаратів інтерферону і їх індукторів при патології»        | Лазаренко Людмила Миколаївна      | доктор біологічних наук, провідний науковий співробітник Інституту мікробіології і вірусології ім. Д. К. Заболотного НАН України                          |
| Премія НАН України імені О. В. Палладіна           | за цикл наукових праць «Молекулярно-біологічні особливості інтерфероногенезу та створення науково обґрунтованих підходів до використання препаратів інтерферону і їх індукторів при патології»        | Жолобак Надія Михайлівна          | кандидат біологічних наук, докторанту Інституту мікробіології і вірусології ім. Д. К. Заболотного НАН України                                             |
| Премія НАН України імені В. П. Комісаренка         | за монографію «Міжтканинні взаємодії периферійного нерва в нормі та патології» | Чайковський Юрій Богданович       | член-кореспондент НАМН України, начальник відділу Вищої атестаційної комісії України                                                                      |
| Премія НАН України імені В. П. Комісаренка         | за монографію «Міжтканинні взаємодії периферійного нерва в нормі та патології» | Дєльцова Олена Іванівна           | доктор медичних наук, професор Івано-Франківського національного медичного університету                                                                   |
| Премія НАН України імені В. П. Комісаренка         | за монографію «Міжтканинні взаємодії периферійного нерва в нормі та патології» | Геращенко Сергій Борисович        | доктор медичних наук, завідувач кафедри Івано-Франківського національного медичного університету                                                          |
| Премія НАН України імені І. І. Шмальгаузена        | за цикл праць «Раритетна іхтіофауна як показник екологічного стану річок України» | Афанасьєв Сергій Олександрович    | кандидат біологічних наук, завідувач відділу Інституту гідробіології НАН України                                                                          |
| Премія НАН України імені І. І. Шмальгаузена        | за цикл праць «Раритетна іхтіофауна як показник екологічного стану річок України» | Гончаренко Наталія Іванівна       | кандидат біологічних наук, старший науковий співробітник Інституту гідробіології НАН України                                                              |
| Премія НАН України імені І. І. Шмальгаузена        | за цикл праць «Раритетна іхтіофауна як показник екологічного стану річок України» | Долинський Валентин Леонідович    | кандидат біологічних наук, старший науковий співробітник Інституту гідробіології НАН України                                                              |
| Премія НАН України імені В. Я. Юр'єва              | за цикл праць «Створення нових форм буряків генетичними та біотехнологічними методами» | Дубровна Оксана Василівна         | доктор біологічних наук, старший науковий співробітник Інституту фізіології рослин і генетики НАН України                                                 |
| Премія НАН України імені В. Я. Юр'єва              | за цикл праць «Створення нових форм буряків генетичними та біотехнологічними методами» | Чугункова Тетяна Володимирівна    | доктор біологічних наук, завідувач відділу Інституту фізіології рослин і генетики НАН України                                                             |
| Премія НАН України імені В. Я. Юр'єва              | за цикл праць «Створення нових форм буряків генетичними та біотехнологічними методами» | Лялько Ірина Іванівна             | кандидат біологічних наук, старший науковий співробітник Інституту фізіології рослин і генетики НАН України                                               |
| Премія НАН України імені М. І. Туган-Барановського | за цикл наукових праць з проблем бідності (6 монографій) | Лібанова Елла Марленівна          | академік НАН України, директор Інституту демографії та соціальних досліджень ім. М. В. Птухи НАН України                                                  |
| Премія НАН України імені М. І. Туган-Барановського | за цикл наукових праць з проблем бідності (6 монографій) | Макарова Олена Володимирівна      | доктор економічних наук, заступник директора Інституту демографії та соціальних досліджень ім. М. В. Птухи НАН України                                    |
| Премія НАН України імені М. І. Туган-Барановського | за цикл наукових праць з проблем бідності (6 монографій) | Черенько Людмила Миколаївна       | кандидат економічних наук, завідувач відділу Інституту демографії та соціальних досліджень ім. М. В. Птухи НАН України                                    |
| Премія НАН України імені М. І. Костомарова         | за цикл праць з історії науки та історичного джерелознавства | Онищенко Олексій Семенович        | академік НАН України, генеральний директор Національної бібліотеки України ім. В. І. Вернадського                                                         |
| Премія НАН України імені М. І. Костомарова         | за цикл праць з історії науки та історичного джерелознавства | Яременко Лідія Миколаївна         | кандидат історичних наук, директору Інституту архівознавства Національної бібліотеки України ім. В. І. Вернадського                                       |
| Премія НАН України імені М. І. Костомарова         | за цикл праць з історії науки та історичного джерелознавства | Старовойт Світлана Володимирівна  | кандидат історичних наук, завідувач відділу Інституту архівознавства Національної бібліотеки України ім. В. І. Вернадського                               |
| Премія НАН України імені М. П. Василенка           | за цикл праць «Проблеми розвитку матеріального і процесуального права» | Гриценко Іван Сергійович          | доктор юридичних наук, декану Київського національного університету імені Тараса Шевченка                                                                 |
| Премія НАН України імені М. П. Василенка           | за цикл праць «Проблеми розвитку матеріального і процесуального права» | Пархоменко Наталія Миколаївна     | доктор юридичних наук, вчений секретар Інституту держави і права ім. В. М. Корецького НАН України                                                         |
| Премія НАН України імені М. П. Василенка           | за цикл праць «Проблеми розвитку матеріального і процесуального права» | Фурса Світлана Ярославівна        | доктор юридичних наук, завідувач кафедри Київського національного університету імені Тараса Шевченка                                                      |
| Премія НАН України імені І. Я. Франка              | за працю «Григорій Сковорода. Повна академічна збірка творів» (упорядкування, передмова, коментарі та примітки)                                                                                       | Ушкалов Леонід Володимирович      | доктор філологічних наук, професор Харківського національного педагогічного університету ім. Г. С. Сковороди                                              |